# İsimlerin Şehri İstanbul
İsimlerin Şehri İstanbul là một tác phẩm điêu khắc của Ahmet Güneştekin, được đặt tại Galataport thuộc Beyoğlu tại Istanbul, Thổ Nhĩ Kỳ.

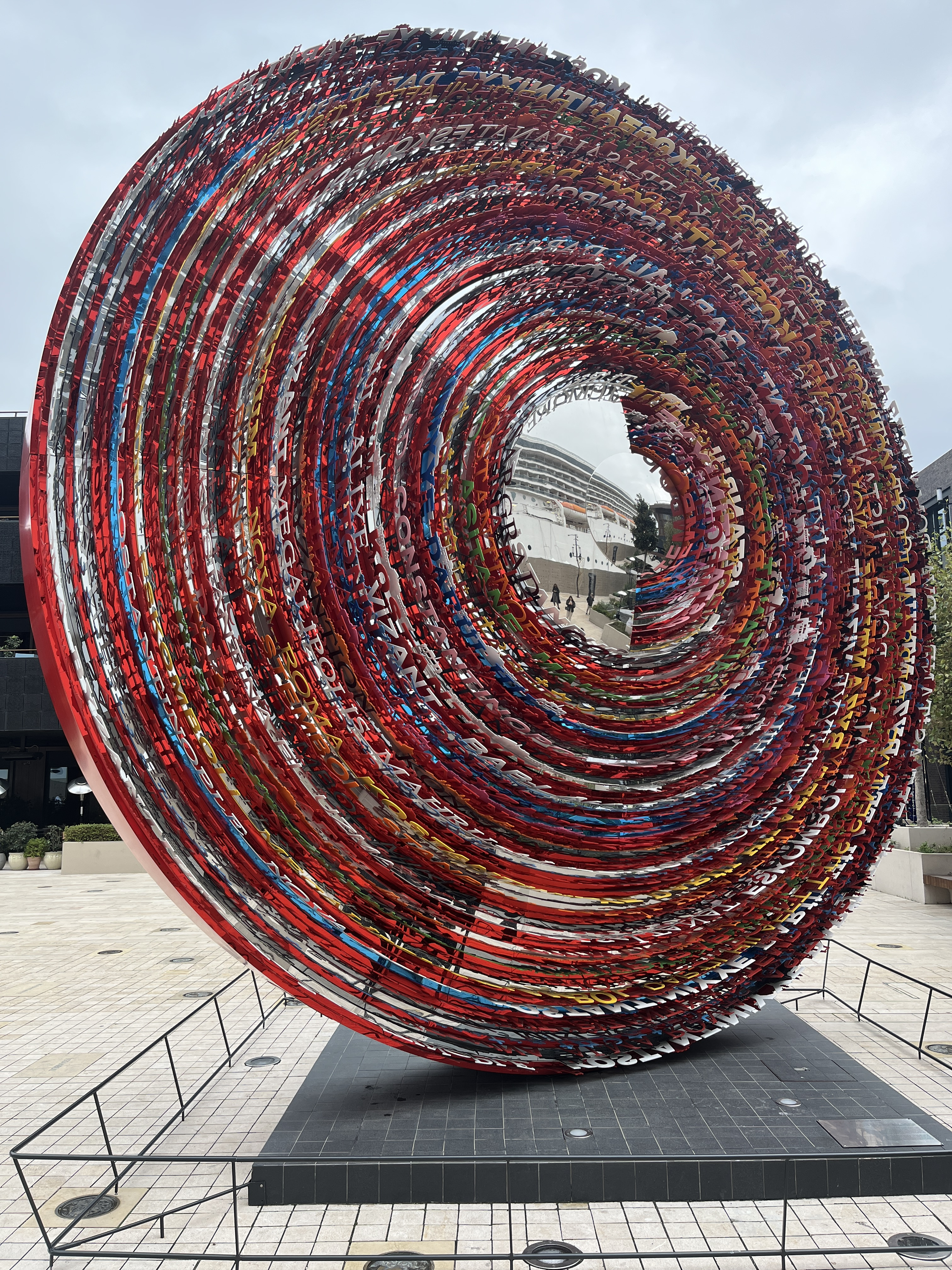
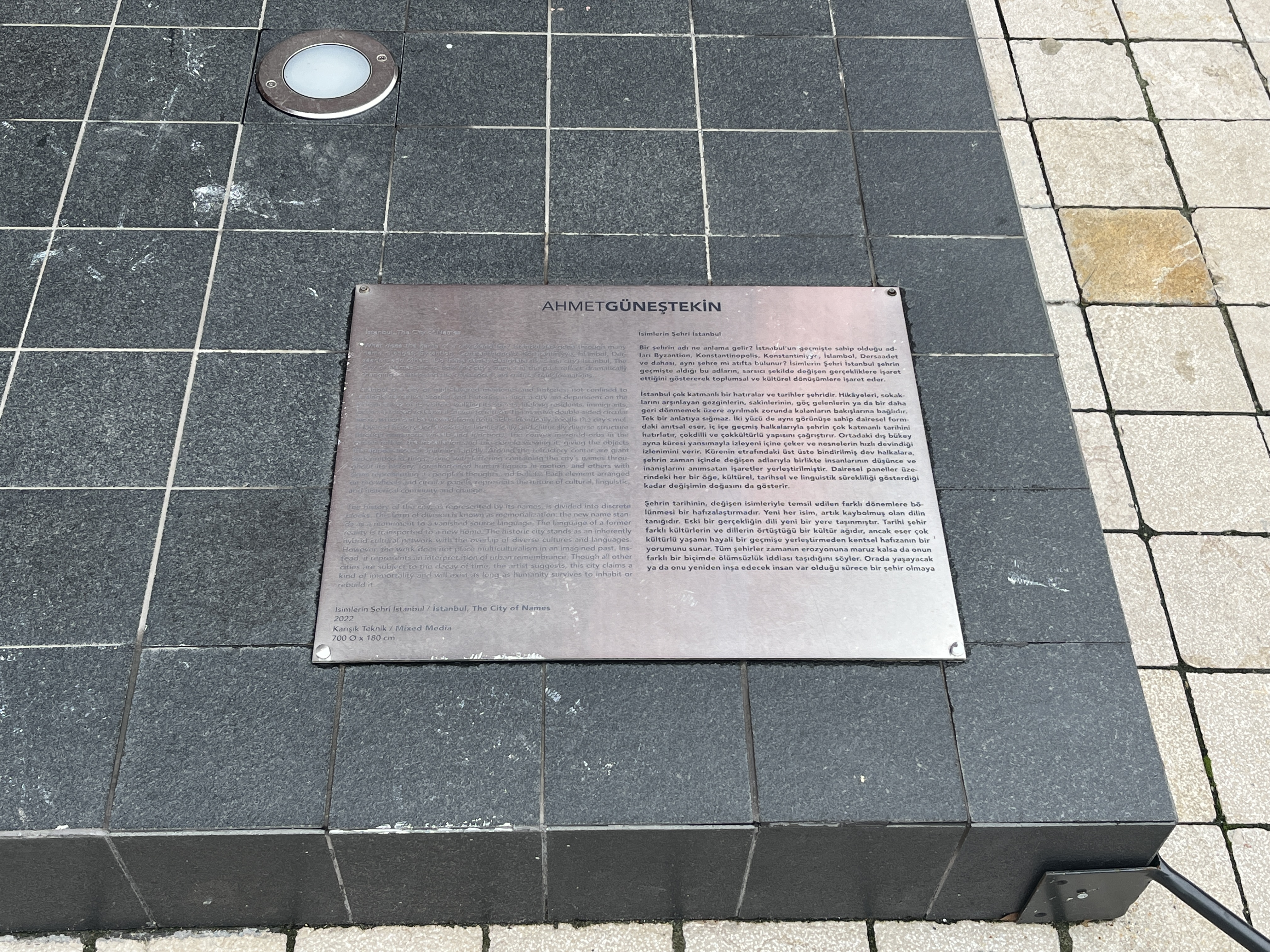